# Мусієвський Роман Андрійович
Роман Андрійович Мусієвський (нар. 10 квітня 1932, місто Самбір Львівського воєводства, Польща, тепер Львівської області) — український радянський, науковий і компартійний діяч, голова Львівського міськвиконкому. Кандидат економічних наук (1975), доцент (1986).

## Біографія
У 1950 році закінчив Самбірську середню школу № 1.
У 1950 — 1955 р. — студент гірничо-промислового факультету Львівського політехнічного інституту.
Член КПРС.
У 1955 — 1956 р. — виконроб, старший інженер тресту «Львівгаз».
У 1956 — 1960 р. — 2-й, 1-й секретар Шевченківського районного комітету ЛКСМУ міста Львова.
У 1960 — січні 1963 р. — 1-й секретар Львівського обласного комітету ЛКСМУ. У січні 1963 — грудні 1964 р. — 1-й секретар Львівського промислового обласного комітету ЛКСМУ.
У грудні 1964 — 1969 р. — заступник завідувача відділу організаційно-партійної роботи Львівського обласного комітету КПУ.
У 1969 — червні 1971 р. — 1-й секретар Червоноармійського районного комітету КПУ міста Львова.
У травні 1971 — 4 квітня 1975 р. — голова виконавчого комітету Львівської міської Ради депутатів трудящих.
У 1975 році закінчив аспірантуру Академії суспільних наук при ЦК КПРС і захистив кандидатську дисертацію на тему «Ефективне використання робочої сили великого міста в умовах сучасної інтенсифікації виробництва».
У 1975 — 1984 р. — директор Львівського лакофарбового заводу.
У 1984 — 1986 р. — заступник начальника Науково-дослідного сектору Львівського державного університету імені Івана Франка. Одночасно, у 1984 — 1985 р. — викладач, а у 1985 — 1990 р. — доцент кафедри політичної економії Львівського державного університету імені Івана Франка. У 1991 — 1999 р. — доцент загальноуніверситетської кафедри економічної теорії Львівського національного університету імені Івана Франка.
Автор близько 30 наукових праць. Наукові інтереси: проблеми ефективності використання трудових ресурсів України.
Потім — на пенсії у місті Львові.

## Нагороди
- ордени
- медалі